# Direction nationale de la Police judiciaire
 (avril 2020).
Si vous disposez d'ouvrages ou d'articles de référence ou si vous connaissez des sites web de qualité traitant du thème abordé ici, merci de compléter l'article en donnant les références utiles à sa vérifiabilité et en les liant à la section « Notes et références ».
La direction nationale de la Police judiciaire (DNPJ) est l'une des directions actives de la direction générale de la Police nationale (DGPN) du ministère de l'Intérieur français.
La direction nationale de la Police judiciaire succède à la direction centrale de la Police judiciaire (DCPJ) depuis le 1er juillet 2023, date de la réorganisation de la Police nationale.

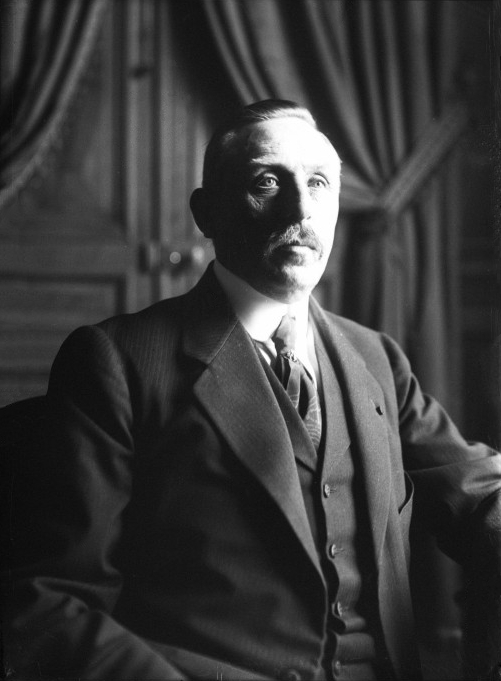
Célestin Hennion, préfet de police de Paris, à l'initiative de la Police judiciaire.

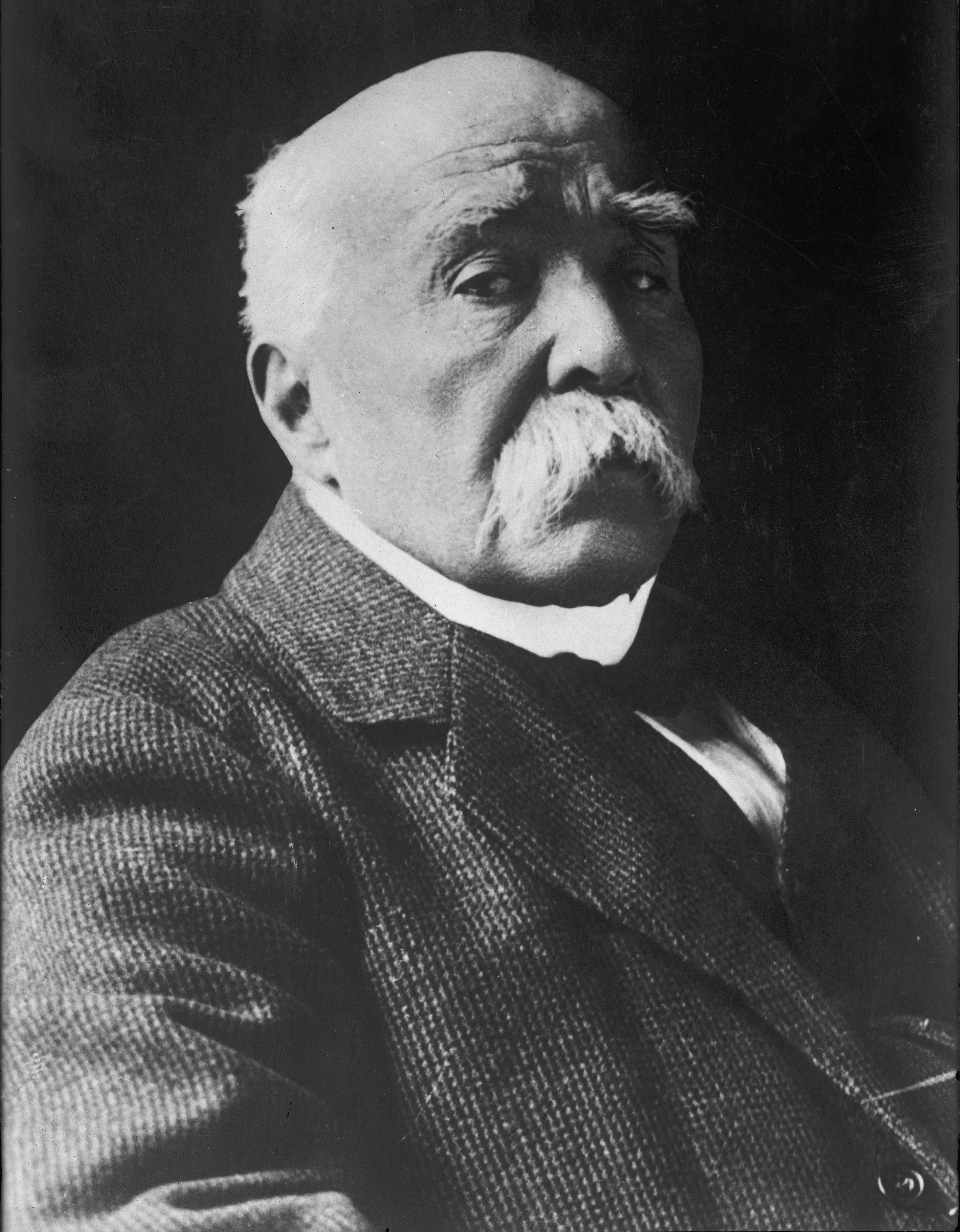
Georges Clemenceau, ministre de l'Intérieur et président du Conseil.

## Historique
La police judiciaire est créée en 1907, sous la Troisième République, par la volonté de Georges Clemenceau, alors président du Conseil et ministre de l'Intérieur, en vue de doter la France d'une « police chargée de seconder l'autorité judiciaire dans la répression des crimes et des délits ». L'organisme porte le nom de Contrôle général des services de recherches judiciaires. Le pays est, durant cette période de la Belle Époque, en proie à une insécurité grandissante dont la presse se fait largement l'écho, qui plus est dans un contexte de montée des tensions et de la violence politique. Les « Apaches » parisiens, les « travailleurs de la nuit » dans les campagnes, sèment en effet le trouble à grande échelle et montrent l'incapacité de l'État à leur opposer des forces de sécurité en nombre et compétence suffisants. Les polices municipales morcelées et peu ou pas formées à la lutte contre les criminels d’envergure, les brigades de gendarmerie pauvres en hommes et en moyens se montrent totalement dépassées par l’émergence de bandes organisées de malfaiteurs opérant à main armée sur plusieurs départements.
Ainsi en est-il des quelques soixante « bandits d’Hazebrouck » commandés par le « capitaine » Abel Pollet, qui attaquent et pillent à partir de 1904 les fermes et les bourgs du nord de la France. Ainsi en est-il également des « chauffeurs de la Drôme » qui, entre 1905 et 1908, torturent, assassinent et volent dix-huit personnes âgées vivant dans des maisons isolées. À cela s'ajoute encore la « Caravane à Pépère », une troupe forte d'une centaine de malfrats et de bagnards en rupture de ban que dirige un nommé Capello et qui traverse en 1906 la Touraine et les Charentes en perpétrant vols et escroqueries.
Devant cette situation, Georges Clemenceau, dit le « Tigre », sur les conseils de Célestin Hennion, son directeur de la Sûreté générale, fonde en 1907, par deux textes réglementaires, les structures qui donneront naissance à la police judiciaire d'aujourd'hui. Il s'agit d'abord d'un arrêté ministériel du 6 mars 1907 qui crée un Contrôle général des services de recherches judiciaires placé sous le commandement du commissaire Jules Sébille qui peut être considéré comme le premier « patron » de la police judiciaire française. Il s'agit ensuite du décret du 30 décembre 1907 qui instaure douze brigades régionales de police mobile, les fameuses « brigades du Tigre » chargées de combattre le crime organisé sur tout le territoire.
Ces brigades sont implantées à Paris (1re), Lille (2e), Caen (3e), Nantes (4e), Tours (5e), Limoges (6e), Bordeaux (7e), Toulouse (8e), Marseille (9e), Lyon (10e), Dijon (11e) et Châlons-sur-Marne (12e). En quelques mois, elles vont obtenir des résultats particulièrement significatifs. Leur premier bilan officiel, publié dans le journal Le Temps du 21 février 1909, fait état de 2 695 arrestations dont celles de 65 meurtriers, 7 violeurs, 10 faux-monnayeurs, 283 escrocs et 193 cambrioleurs ou voleurs à main armée.
Équipées dès 1910 de voitures (limousines De Dion Bouton puis Panhard Levassor) et comprenant chacune une douzaine de commissaires et inspecteurs, les brigades de police mobile ont une « mission exclusive de police judiciaire » ainsi que le souligne la circulaire de Clemenceau du 4 avril 1908 qui précise : « En procédant [à la création de ces brigades], le Gouvernement a pour but unique de doter notre pays d'un organisme devenu indispensable à la préservation sociale. Il a voulu faire rechercher et poursuivre par des agents expérimentés se déplaçant rapidement, investis d'une compétence étendue, les malfaiteurs de toutes catégories auxquels l'extension et le perfectionnement des moyens de communication offrent de jour en jour des facilités plus grandes d'évasion et que trop souvent ne peuvent atteindre les polices locales, indépendantes les unes des autres, sans contact de commune à commune, enfermées dans d'étroites et infranchissables juridictions ».
Les brigades mobiles verront leur nombre s'accroître rapidement. Un décret du 31 août 1911 porte leur nombre à quinze. Sont alors créées les brigades de Rennes (13e), Montpellier (14e) et Nancy (15e). Dans le même temps, les brigades d'Angers (4e), Orléans (5e), Clermont-Ferrand (6e) et Reims (12e) remplacent respectivement celles de Nantes, Tours, Limoges et Châlons. On les trouvera impliquées dans plusieurs affaires célèbres du moment telle la traque de la Bande à Bonnot (1912) ou encore l'enquête sur le meurtre de l'industriel breton Louis Cadiou (1913).

### L'entre-deux-guerres
Après avoir activement participé durant la Première Guerre mondiale, à la lutte contre l'espionnage allemand (affaire Mata Hari, Faadt, etc.) le contrôle des services de recherches judiciaires et ses « mobilards » reprennent à partir de 1919 leur mission traditionnelle de police judiciaire et enregistrent plusieurs succès retentissants. C'est ainsi, par exemple, que la 1re brigade mobile, qui quittera Paris pour Versailles dans les années 1920, va s'illustrer en 1919 avec l'arrestation par l'inspecteur Jules Belin d'Henri Désiré Landru, le « barbe bleue » de Gambais. Passé à 17 par un décret de décembre 1919 (création de la 16e brigade d'Amiens et de la 17e de Strasbourg), puis à 19 par décret du 8 octobre 1920 (18e brigade de Rouen et 19e d'Ajaccio), le nombre de brigades régionales est ramené à 16 en septembre 1924. Leur effectif totalise 85 commissaires et 290 inspecteurs.
Quelques années plus tard, dans le souci de renforcer la coopération internationale de police et dans celui de mieux combattre sur le plan national certains phénomènes graves de criminalité, deux textes réglementaires distincts attribuent à la police judiciaire française de nouvelles attributions. Le 18 décembre 1928, elle devient ainsi le bureau central national pour la France de l'Organisation internationale de police criminelle - Interpol créée en 1924 sous les auspices du prince Albert Ier de Monaco.
Le 11 septembre 1929, elle accueille en son sein le premier office central de police judiciaire, l'office central pour la répression du faux monnayage (OCRFM), chargé comme les autres offices qui seront créés par la suite de coordonner la lutte et de centraliser l'information sur le plan national dans son domaine de criminalité. Cette période de l'entre-deux-guerres sera riche en événements et en enquêtes judiciaires complexes qui exigeront des « mobilards » un fort investissement. La recherche du marquis de Champaubert (1929), un escroc notoire dénommé Clément Passal de son vrai nom, les investigations sur le meurtre du courtier en diamants Truphème, menées en commun par la 1re Brigade mobile et le commissaire Massu du quai des Orfèvres (il servira de modèle au commissaire Maigret de Georges Simenon), l'affaire Stavisky (1933) l'enquête sur le double assassinat de Couternes (meurtre des frères Rosselli dont l'un était l'animateur du mouvement antifasciste) ou bien encore l'affaire du tueur Eugène Weidmann (1937) mettront à rude épreuve, avec des résultats à la clef, les limiers de la police judiciaire.
Le 9 août 1938, le nombre de brigades mobiles passe à 19, notamment pour être plus présentes, actualité du moment oblige, sur les frontières de l'Espagne et de l'Italie. Elles sont ainsi implantées à : Versailles (1re), Lille (2e), Rouen (3e), Angers (4e), Orléans (5e), Clermont-Ferrand (6e), Bordeaux (7e), Toulouse (8e), Marseille (9e), Lyon (10e), Dijon (11e), Reims (12e), Rennes (13e), Montpellier (14e), Nancy (15e), Strasbourg (16e), Pau (17e), Digne (18e) et Chambéry (19e).

### De l'Occupation à la Libération (1939 - 1944)
Dans une France occupée, intervient le 23 avril 1941 une importante réforme législative qui instaure dans le pays une direction générale de la police nationale comportant notamment trois directions actives dont le service de police judiciaire qui remplace définitivement l'ancien Contrôle général des services de recherches judiciaires. Ce service regroupe, par un décret du 13 mai 1941, les brigades régionales mobiles et les sûretés. Quelques mois plus tard, un décret du 10 novembre 1941 donne aux brigades mobiles leur appellation d'aujourd'hui. Elles deviennent des services régionaux de police judiciaire (SRPJ) tout en voyant leur compétence étendue à la police économique et à la surveillance du territoire. La Libération fera toutefois table rase de cette réforme. Par un décret et un arrêté du 1er mars 1946, le service de police judiciaire est rattaché à la Sécurité publique et ses SRPJ redeviennent des brigades régionales de police mobile. Cela pour un temps seulement puisque, dès le 13 janvier 1947, un décret relatif à l'organisation et au fonctionnement des services extérieurs de police judiciaire rétablit les services régionaux de police judiciaire et fixe leur nombre à 17. Cette fois, plus aucune numérotation spécifique n'est attribuée à ces structures qui ont pour siège : Versailles, Lille, Rouen, Angers, Orléans, Clermont-Ferrand, Bordeaux, Toulouse, Marseille, Lyon, Dijon, Reims, Rennes, Montpellier, Nancy, Strasbourg et Limoges.

### De l'après-guerre aux années 1980 (1945 - 1990)
En 1948, au sein de la Sûreté nationale, le commissaire Charles Chenevier a organisé et dirigé un groupe appelé Brigade de répression du banditisme. Outre le commissaire Chenevier lui-même, le groupe comprenait entre autres le commissaire Gillard, le commissaire René CAMARD, l'inspecteur Leclerc, l'inspecteur Hours et l'inspecteur Roger Borniche.
L'immédiat après-guerre génère une pègre violente qui oblige la police judiciaire à s'adapter au plus vite. Le 25 octobre 1949, une circulaire porte création dans chaque SRPJ d'un groupe de répression du banditisme (GRB) plus spécialement chargé de lutter contre les malfaiteurs motorisés (tel le « Gang des Tractions Avant ») auteurs de multiples vols à main armée.
L'époque sera marquée pour la police judiciaire par la poursuite et l'arrestation de personnages du grand banditisme comme Pierre Loutrel dit « Pierrot le fou » (1948) ou encore Émile Buisson dit « l'Insaisissable » (1950). Elle verra aussi les enquêteurs de la « Centrale » comme ceux des services régionaux saisis d'affaires retentissantes : le vol des bijoux de la Bégum au Cannet (1949), la contre-enquête sur l'affaire Dominici (1952), l'enlèvement du petit Éric Peugeot (1960).
La loi du 9 juillet 1966, prolongement législatif voulu par le président Charles de Gaulle en réaction à l'affaire Ben Barka, dote la France d'une police nationale comportant en son sein une direction centrale de la Police judiciaire (DCPJ) dont les 18 services régionaux (celui d'Ajaccio est créé en janvier 1979) gardent leur implantation de 1947 même si chacun de leur ressort territorial fait l'objet d'une meilleure harmonisation avec celui des cours d'appel (décret du 15 février 1969). Les SRPJ étendent par ailleurs leur maillage territorial grâce à la création par un arrêté du 13 octobre 1969 d'antennes et de détachements qui leur sont directement rattachés.
Au niveau central, les sections spécialisées sont renforcées (6e section contre les menées subversives, 5e section contre les atteintes aux biens et aux personnes). Elles veillent en outre au fonctionnement des nouveaux offices créés par décrets interministériels et chargés de la répression du trafic des stupéfiants (décrets du 21 novembre 1933 et du 3 août 1953), de la répression de la traite des êtres humains (décret du 31 octobre 1958), de la répression du grand banditisme (décret du 11 octobre 1973) comme de celle du vol des œuvres et objets d'art (décret du 2 juin 1975 modifié par décret du 25 mars 1997) ou du trafic d'armes, munitions, produits explosifs, matières nucléaires, biologiques et chimiques (décret du 13 décembre 1982).
Les années 1970 et 1980 resteront pour la police judiciaire comme celles notamment du démantèlement de la « French Connection » et de la « Chinese Connection » avec leur cortège de trafiquants d'héroïne et de laboratoires clandestins. Elles se signaleront aussi par la lutte opposée aux criminels qui tenteront de pratiquer à grande échelle, comme alors en Italie, l'enlèvement de personnes avec demande de rançon. Grâce à l'action des services spécialisés de la police judiciaire à Paris et en Province (affaires Mérieux, Hazan, Thodoroff, Révelli-Beaumont, Empain, Maury-Laribière), le crime organisé s'écartera rapidement de cette pratique dont la France apparaît désormais relativement préservée.
Le grand banditisme étant toutefois encore actif, des brigades de recherche et d'intervention (BRI) sont mises en place à Lyon (1976), Nice (1978) et Marseille (1986) pour mettre en échec « le milieu » dans ces zones géographiques. Installées dans les SRPJ mais relevant de l'office central pour la répression du banditisme, ces brigades sont créées sur le modèle de la BRI parisienne, née en 1964 et vite baptisée « brigade antigang » par la presse nationale. L'organisation de la DCPJ est modifiée le 8 mars 1985 avec la création, aux côtés de la sous-direction des affaires criminelles et de la sous-direction des affaires économiques et financières, d'une sous-direction de la police technique et scientifique (SDPTS) qui va regrouper sous sa houlette les laboratoires de police scientifique de Paris, Lille, Lyon, Marseille et Toulouse ainsi que les services de l'identité judiciaire et ceux de la documentation criminelle. Le 2 avril 1985, les services régionaux de police judiciaire s'étendent outre-mer avec la création du SRPJ des Antilles-Guyane, portant leur nombre à 19.

### Les réformes de la période contemporaine
Le 9 mai 1995, un décret fixe l'organisation centrale de la DCPJ en quatre sous-directions :
1. affaires criminelles ;
2. affaires économiques et financières ;
3. police technique et scientifique ;
4. liaisons extérieures.

Au seuil du XXIe siècle, la police judiciaire s'est dotée de plusieurs structures nouvelles la préparant d'ores et déjà aux combats de demain. En 2000, ont été mis en place l'Office central de lutte contre la criminalité liée aux technologies de l'information et de la communication (décret du 15 mai 2000) ainsi que la section centrale de coopération opérationnelle de Police (SCOPol), regroupant en une plate-forme unique les trois canaux de coopération internationale (Interpol, Schengen, Europol).
Le 3 mai 2002 était créé, par décret, l'office central chargé des disparitions inquiétantes de personnes (OCDIP) ayant pour mission la recherche des personnes majeures ou mineures disparues dans des conditions inquiétantes. Le 18 décembre 2003 un décret créait l'office central chargé des personnes recherchées ou en fuite (OCPRF). Au niveau territorial, de nouvelles brigades de recherches et d'intervention (BRI) étaient mises en place à Bayonne (2001), Montpellier et Nantes (2003).
En application de la circulaire interministérielle du 22 mai 2002, des groupes d'intervention régionaux (GIR) ont été mis en place au sein de chaque région administrative, ainsi qu'à Paris et dans les départements de la petite et de la grande couronne, pour lutter contre l'économie souterraine et les différentes formes de délinquance organisée qui l'accompagnent, sources d'insécurité et de déstructuration sociale dans de nombreux quartiers sensibles. Les GIR sont rattachés, soit à une DIPJ ou une DRPJ (21), soit à une section de recherches de la gendarmerie nationale (14).
Le dispositif ultra-marin est constitué de 6 GIR : 2 sont rattachés à la DGPN et 4 à la DGGN, le 6e GIR a été mis en place en Polynésie le 16 décembre 2009. En août 2010, un 36e GIR à vocation départementale est créé, spécifiquement sur le département de l'Isère.
La réforme territoriale de la police judiciaire adoptée par le décret du 24 avril 2003 constitue l'une des 57 mesures du « plan de modernisation de la DCPJ 2003-2008 » adopté en octobre 2002. Définie par décret du 24 avril 2003, la réforme des structures territoriales de la DCPJ, destinée à moderniser son organisation sur l'ensemble de l'hexagone, instaure un nouveau maillage opérationnel. Sont ainsi créées d'une part neuf directions interrégionales de la police judiciaire (DIPJ) dont les sièges se trouvent à Bordeaux, Dijon, Lille, Lyon, Marseille, Orléans, Rennes, Strasbourg et Pointe-à-Pitre, et d'autre part deux directions régionales implantées à Ajaccio et Versailles, la direction régionale de Paris restant inchangée.
Les DIPJ sont composées d'un ou plusieurs services régionaux de Police Judiciaire (SRPJ) et d'une ou plusieurs antennes de police judiciaire, et les trois DRPJ de services départementaux s'agissant de celle de Paris ou, pour les deux autres, d'antennes de police judiciaire. Constituant l'une des priorités annoncées par la loi d'orientation et de programmation pour la sécurité intérieure (LOPSI) du 29 août 2002, cette réorganisation étend le champ d'action des officiers de police judiciaire sur plusieurs régions ou départements.
Il s'agit en effet, pour la DCPJ, de s'adapter aux évolutions de la criminalité organisée, de mobiliser de façon plus souple et efficace les effectifs, de mutualiser certains moyens logistiques et prestations de police technique et scientifique, de renforcer le potentiel opérationnel existant et de s'adapter aux nécessités de la coopération transfrontalière, afin de lutter efficacement contre une délinquance de plus en plus violente, sophistiquée et mobile.
Pour y parvenir, cette réforme maintient les services d'enquêtes au plus près du terrain, puisque les SRPJ et les antennes composant les DIPJ subsistent et demeurent des maillons opérationnels de première ligne, notamment pour les investigations et la coopération transfrontalière.
À l'occasion de cette réforme, ont été pérennisées des antennes mises en place à titre expérimental : Saint-Étienne, Le Havre et Coquelles, recréée l'antenne de La Rochelle et créée la nouvelle antenne d'Auxerre.
Par arrêté du 13 mai 2005, l'organisation de la DCPJ a été modifiée : la sous-direction des liaisons extérieures (SDLE) a été remplacée par la sous-direction des ressources et des études (SDRE), compétente pour l'ensemble des sujets et des enjeux transversaux de la direction. À cette occasion, la division des relations internationales (DRI), précédemment incluse dans la SDLE, a été placée auprès du directeur central tandis que l'ancienne division du personnel et des moyens, auparavant rattachée au directeur central, intégrait, sous la dénomination de division des ressources et des moyens, la SDRE. Cette division est aujourd'hui composée de trois entités, la division du budget et de la logistique, la division des ressources humaines et de la formation promotionnelle, et la section des finances, des régimes indemnitaires et des missions.
L'arrêté du 19 mai 2006 prolonge encore la réforme des services centraux de la DCPJ. Celle-ci se traduit par deux modifications majeures du dispositif :
- la création de la sous-direction de la lutte contre la criminalité organisée et la délinquance financière (SDLCODF) par regroupement des sous-directions des affaires criminelles (SDAC) et des affaires économiques et financières (SDAEF) ;
- la transformation de la division nationale anti-terroriste (DNAT) en sous-direction anti-terroriste (SDAT).

L'organisation de la DCPJ a donc été revue à plusieurs reprises. Elle est restée régie, de 2006 à 2009 par cet arrêté du 19 mai 2006. À la suite de la fusion au 1er juillet 2008 des Renseignements généraux (RG) et de la direction de la Surveillance du territoire (DST), la branche « courses et jeux » des RG lui a été transférée. L'arrêté du 5 août 2009 fixe les missions et l'organisation du service.
Le 5 avril 2017, la sous-direction de la police technique et scientifique prend son autonomie, à l'exception du service central de documentation criminelle

### La réforme de 2023
En 2023, les Directions départementales de la Police nationale, regroupant la Sécurité publique, la Police de l'Air et aux Frontières, le Renseignement territorial et la Police judiciaire, voient le jour.
Cette réforme a été décriée par les 4 000 enquêteurs de la Police judiciaire, si bien qu'une haie de déshonneur fut organisée lors de la venue de Frédéric Veaux, le Directeur général de la Police nationale, à Marseille en octobre. À la suite de cette manifestation, le Directeur zonal de la Police judiciaire du Sud-Est, Éric Arella, est démis de ses fonctions le 7 octobre 2022, provoquant l'émoi dans la police.
La réforme prévoit en effet la fusion des Services de Police judiciaire avec les enquêteurs de la Sûreté départementale au sein d'un Service départemental de la Police judiciaire placé sous l'autorité du Directeur départemental de la Police nationale.
La réforme entre en vigueur le 1er janvier 2024.

## Missions et compétences
La DNPJ est compétente sur l'ensemble du territoire national, Paris et sa petite couronne relevant toutefois spécifiquement de la préfecture de police de Paris (direction régionale de la police judiciaire de Paris).
Sur le plan judiciaire, ses compétences sont fixées par l'article 22 du Décret n°2013-728 du 12 août 2013. Ainsi, elle « concourt à l'exercice des missions de police judiciaire sur l'ensemble du territoire national et contribue à la prévention et à la répression de toute forme de criminalité et de délinquance, y compris ses formes spécialisées, organisées ou transnationales. »
La DCPJ s'occupe de lutter contre :
- les atteintes aux personnes et aux biens ;
- les disparitions inquiétantes de personnes ;
- la répression du trafic des armes, explosifs et matières sensibles ;
- les personnes recherchées ou en fuite ;
- les escroqueries internationales ;
- le proxénétisme ;
- le trafic de biens culturels ;
- les trafics de véhicules volés et des documents administratifs ;
- le terrorisme ;
- le trafic de stupéfiants ;
- le blanchiment d'argent ;
- les infractions au droit des affaires ;
- la fausse monnaie et les contrefaçons ;
- la cyber-criminalité et les fraudes aux cartes bancaires.

## Organisation[10],[11]
La DNPJ est dirigée par un directeur national assisté de deux adjoints. Elle est composée de services nationaux, spécialisés et territoriaux.

### Sept unités centrales
- le service d'information, de renseignement et d'analyse stratégique sur la criminalité organisée (SIRASCO) ;
- le service central des courses et jeux (SCCJ) ;
- le service interministériel d'assistance technique (SIAT) ;
- l'Office anti-stupéfiants  (OFAST) ;
- Office anti-cybercriminalité (OFAC) ;
- le département de la coopération internationale opérationnelle ;
- le département des technologies appliquées investigation (D@Ta-i).

### Cinq sous-directions
- La sous-direction de la lutte contre la criminalité organisée et la délinquance spécialisés (SDLCODS). Cette sous-direction est dirigée par un inspecteur général, secondé par deux contrôleurs généraux et un commissaire divisionnaire. Cette sous-direction est divisée en trois divisions et huit offices centraux avec leurs brigades spécialisées et leurs groupes spécialisés. Elle comprend :
  - la coordination nationale des groupes d'intervention régionaux (CNGIR) ;
  - la division de l'analyse et de la coordination (DAC) ;
  - la division de la logistique opérationnelle (DLO) ;
  - l'OCRFM (Office central pour la répression du faux-monnayage) au sein duquel est placée :
    - la brigade centrale pour la répression des contrefaçons industrielles et artistiques (BCRCIA) ;

  - l'OCRTIS (Office central pour la répression du trafic illicite des stupéfiants) disparu en 2020, remplacé par l'OFAST ;
  - l'OCRTEH (Office central de répression de la traite des êtres humains) ;
  - l'OCBC (Office central de lutte contre le trafic des biens culturels) ;
  - l'OCLCO (Office central de lutte contre le crime organisé) au sein duquel sont placées :
    - la brigade de recherche et d'intervention criminelle nationale (BRIN)
    - la brigade nationale de répression du banditisme et des trafics (BNRBT)
    - la brigade nationale de recherche des fugitifs (BNRF) ;
    - la brigade nationale de lutte contre la criminalité organisée corse (BNLCOC) ;

  - l'OCRVP (Office central de la répression de la violence faite aux personnes) ; 
  - l'OFMIN (Office mineurs)

- la sous-direction anti-terroriste (SDAT). Chargée de la prévention et de la répression du terrorisme national et international, y compris dans ses aspects financiers, elle comprend :
  - la division nationale pour la répression du terrorisme international ;
  - la division nationale pour la répression du terrorisme séparatiste ;
  - la brigade d'investigations financières, antenne de l'office central pour la répression de la grande délinquance financière ;
  - une division de la logistique opérationnelle.

- la sous-direction de la lutte contre la criminalité financière
  - l'OCLCIFF (Office central de lutte contre la corruption et les infractions financières et fiscales) au sein duquel sont placées :
    - la brigade nationale de lutte contre la criminalité financière et fiscale (BNLCFF),
    - la brigade nationale de répression de la délinquance fiscale (BNRDF),
    - la brigade nationale d'enquêtes économiques (BNEE) ;
    - l'unité d'appui stratégique (UAS) ;

  - l'OCRGDF (Office central pour la répression de la grande délinquance financière) au sein duquel sont placées :
    - la brigade centrale pour la répression des fraudes communautaires (BCRFC),
    - la brigade de recherche et d'intervention financières nationales (BRIFN),
    - la plate-forme d'identification des avoirs criminels (PIAC) ;
- la sous-direction de la stratégie et du pilotage territorial ;
- la sous-direction du soutien opérationnel ;

### Huit directions locales
| Service zonal (SZPJ)       | Service départemental (SDPJ) | Ressort territorial                                                                | Service de police judiciaire (SPJ)                 |
| -------------------------- | ---------------------------- | ---------------------------------------------------------------------------------- | -------------------------------------------------- |
| Sud-Est                    | Clermont-Ferrand             | Allier, Cantal, Haute-Loire, Puy-de-Dôme                                           |                                                    |
| Sud-Est                    | Lyon                         | Ain, Ardèche, Drôme, Isère, Loire, Rhône, Savoie, Haute-Savoie                     | Annecy, Chambéry, Grenoble, Saint-Étienne, Valence |
| Est                        | Dijon                        | Bourgogne-Franche-Comté                                                            | Auxerre, Besançon                                  |
| Est                        | Nancy                        | Meurthe-et-Moselle, Meuse, Moselle, Vosges                                         | Metz                                               |
| Est                        | Reims                        | Aube, Ardennes, Marne, Haute-Marne                                                 |                                                    |
| Est                        | Strasbourg                   | Bas-Rhin, Haut-Rhin                                                                | Mulhouse                                           |
| Nord                       | Lille                        | Hauts-de-France                                                                    | Amiens, Coquelles, Creil                           |
| Ouest                      | Angers                       | Maine-et-Loire, Mayenne, Sarthe                                                    |                                                    |
| Ouest                      | Nantes                       | Loire-Atlantique, Vendée                                                           |                                                    |
| Ouest                      | Orléans                      | Centre-Val-de-Loire                                                                | Tours, Dreux                                       |
| Ouest                      | Rennes                       | Bretagne                                                                           | Brest, Quimper                                     |
| Ouest                      | Rouen                        | Normandie                                                                          | Caen, Le Havre                                     |
| Antilles                   | Pointe-à-Pitre               | Guadeloupe, Martinique, Saint-Barthélémy, Saint-Martin                             | Fort-de-France, détachement St-Martin              |
| Sud                        | Ajaccio                      | Corse                                                                              | Bastia                                             |
| Sud                        | Marseille                    | Alpes-de-Haute-Provence, Hautes-Alpes, Alpes-Maritimes, Bouches-du-Rhône, Var      | Nice, Toulon                                       |
| Sud                        | Montpellier                  | Aude, Aveyron, Gard, Hérault, Lozère, Pyrénées-Orientales, Vaucluse                | Avignon, Nîmes, Perpignan                          |
| Sud                        | Toulouse                     | Ariège, Haute-Garonne, Gers, Lot, Hautes-Pyrénées, Tarn, Tarn-et-Garonne           |                                                    |
| Sud-Ouest                  | Bordeaux                     | Charente-Maritime, Dordogne, Gironde, Landes, Lot-et-Garonne, Pyrénées-Atlantiques | Agen, Bayonne, La Rochelle, Pau, Périgueux         |
| Sud-Ouest                  | Limoges                      | Charente, Corrèze, Creuse, Vienne, Haute-Vienne, Deux-Sèvres                       | Poitiers                                           |
| Direction régionale (DRPJ) | Direction régionale (DRPJ)   | Ressort territorial                                                                | Service de police judiciaire (SPJ)                 |
| Versailles                 | Versailles                   | Seine-et-Marne, Yvelines, Essonne, Val-d'Oise                                      | Cergy, Evry, Melun, Meaux                          |

Dans le ressort de Paris et des départements de la Petite couronne, la direction régionale de la police judiciaire dépend de la Préfecture de Police de Paris.
En Guyane, à Mayotte et en Nouvelle-Calédonie, un service territorial de la police judiciaire (STPJ) est intégré à la direction territoriale de la police nationale (DTPN).

## Directeurs nationaux
- Pierre Epaud : 1968-1970
- Max Fernet : 1970-1971
- Jacques Solier : 1971-1974
- Maurice Bouvier : 1974-1981
- Michel Guyot : 1981-1987
- Gilbert Thil : 1987-1990
- Jacques Genthial : 1990-1993
- Jacques Franquet : 1993-1995
- Bernard Gravet : 1995-1999
- Patrick Riou : 1999-2002
- Gérard Girel : 2002-2004
- Martine Monteil : 2004-2008
- Christian Lothion : 2008-2014
- Mireille Ballestrazzi : 2014-2018
- Jérôme Bonet : 2019-2023
- Christian Sainte : 2023 - en cours

## Logo
Le logo représente le profil, en noir, d’un tigre et celui, en blanc, de Georges Clemenceau. Il est créé par Raymond Moretti qui s’inspire d’une tête de tigre rugissant figurant au musée de la Chasse et de la Nature et du portrait de Clémenceau réalisé par Nadar. L’emblème est intégré à la charte graphique du ministère de l'Intérieur en avril 1991.